# عبد القادر لعمودي
عبد القادر لعموري (1925 - 4 مايو 2020)، أحد أعضاء مجموعة لـ 22 التاريخية التي خططت لتفجير ثورة أول نوفمبر. 

## نشأته وشبابه
ولد عبد القادر العمودي خلال سنة 1925 بوادي سوف وبها نشأ وترعرع وتلقى تعليمه الأول حيث بدأ بتعلم القرآن الكريم بالجامع (الكُتاب) على يد الشيخين «سي زلاسي» و «زريبط لمين»، وعاش عبد القادر حادثة أثرت في نفسيته كثيرا حيث حضر وهو صغير عملية اقتحام الكتاب من قبل السلطات الإستعمارية وأخذ الأطفال عنوة إلى المدرسة الفرنسية لتعلم لغة المستعمر.
وكان أهالي وادي سُوف يعتبرون تعلم اللغة الفرنسية ضربًا من الكفر. بعدها التحق العمودي بالمدرسة الابتدائية الوحيدة بالوادي والتي كانت لا تضم إلا ثلاثة أقسام، وبها زاول مشواره التعليمي إلى غاية الحصول على الشهادة الابتدائية خلال الموسم الدراسي 1937-1938 وكان الحصول على هذه الشهادة يعتبر حدثا في حد ذاته ويمثل أعلى ما يمكن الوصول إليه بالمنطقة. بعد ذلك إنتقل إلى مدينة بسكرة لمواصلة التحصيل العلمي رفقة جده المسن الذي تكفل برعايته. ومن الطلبة الذين درسوا معه في نفس القسم «محمد العربي بن مهيدي».
عند اندلاع الحرب العالمية الثانية في 1939 تشتت المعلمون الفرنسيون من جهة ومن جهة ثانية أصبحت الحياة صعبة من جراء الحرب ولم يعد في استطاعة الوالد تمويل دراسة الابن مما اضطره إلى العودة لمسقط رأسه بالوادي. وبعد مدة من البطالة عمل في ثكنة عسكرية بالمنطقة حيث اشتغل بالأعمال الكتابية (الإدارة). وقد مكنته وظيفته هذه من ملاحظة الفروق الكبيرة الموجودة بين حياة الفرنسيين مقارنة مع معيشة الجزائريين خاصة تحت النظام العسكري المطبق على المناطق الصحراوية. ومما اثر في نفس عبد القادر الطفل ثم الشاب هو منظر الأهالي وهم يؤدون التحية وقوفا عند مرور الحاكم العسكري الفرنسي ولو كانوا شيوخا مسنين، وحتى العاجز منهم عن الوقوف فكان يضطر إلى أداء التحية العسكرية وهو جالس، وهذا ما جعله يتساءل عن مصيره مستقبلا وهل خلق حقا ليكون تحت «النعل» الإستعماري.
ويتذكر العمودي أن أعضاء جمعية العلماء المسلمين قد حضروا إلى وادي سوف في سنة 1937 بدعوة من «الشريف عبد العزيز» لكن الإستعمار اختلق المكائد واعتقل هذا الأخير ويذكر أيضا مظاهرات 1938 بالوادي رغم عدم مشاركته فيها.

### انضمامه إلى حزب الشعب الجزائري
بعد 1943 وفي أتون الحرب العالمية وقعت نهضة في منطقة الوادي على غرار كامل الجزائر لأن حزب الشعب الجزائري بذل مجهودات كبيرة لتنظيم الصفوف بعد عودة «مصالي الحاج». وأول خلية للحزب تكونت بالوادي في أواخر سنة 1943 وكانت تضم أساسا: «عبد القادر العمودي»، «ونيسي الهاشمي» «أحمد ميلودي»، «قدادرة الشافعي» و «ميهي بن الحاج»، وصارت هذه الخلية تنشط بما يقتضيه النضال الحزبي كانخراط المناضلين الجدد وجمع الاشتراكات. ومن خلال حزب الشعب بدأ الكفاح الجدي من أجل الاستقلال وهي الفكرة التي نادى بها «مصالي الحاج» باعتبارها الحل الوحيد خاصة مع المجازر التي ارتكبها المستعمر في 8 ماي 1945 في حق شعب اعزل مسالم، وكان من الحتمي أن تؤمن أغلبية الشعب بأن الطريق نحو الخروج من حالة العبودية يمر حتما بالكفاح المسلح حتى الاستقلال أو الشهادة.
في 1946 بدأت الأحزاب تنظم شؤونها وتعقد مؤتمراتها وأثناء ذلك عاد العمودي إلى الوادي ومن خلال حركة أحباب البيان والحركة الوطنية صار على اتصال مع «العربي بن مهيدي» الموجود ببسكرة حيث صارا يلتقيان أثناء الاجتماعات الجهوية ويتجاذبان أطراف الحديث عن المستقبل.

### انضمامه إلى المنظمة السرية L’os
```
وكان حزب الشعب منطقيا في طروحاته حيث أدرك أن النضال السياسي والكلام أصبحا غير كافيين لتجسيد فكرة الاستقلال، ولهذا تمخض مؤتمر سنة 1947 عن تكوين المنظمة السرية L’os التي تعبر تطورا عاديا لسير الأمور ومرحلة تحضيرية حتمية للثورة، وكان «عبد القادر العمودي» أحد مسؤولي المنظمة بقسنطينة مع «محمد بوضياف»، «محمد العربي بن مهيدي» و «ديدوش مراد». وشرعت قيادة المنظمة السرية في عملية تدريب مناضليها تدريبا عسكريا بعد أن تم اختيارهم حسب شروط معينة، فكان هؤلاء يتدربون على السلاح أسبوعيا وإتقان حرب العصابات ونصب الكمائن وتنظيم منطقة العمليات وكل ما تتطلبه إستراتيجية حرب العصابات وذلك بالخروج إلى المناطق الغابية للتدريب. كما تدرب العمودي وزملاؤه في المنظمة السرية على إطلاق النار بالذخيرة الحية.
```

وقد تكفلت المنظمة السرية بشراء الأسلحة بأموال الحزب، وكان أهالي وادي سُوف يتوفرون على الكثير من الأسلحة من نوع «ستاتي» الإيطالية خاصة وهي من مخلفات الحرب العالمية الثانية ودخلت من ليبيا، وتقرر شراء نوعين من الأسلحة:
- شراء سلاح لتدريب المناضلين.
- شراء سلاح احتياطي لانطلاق الثورة.

وبعد تسليم «محمد بلوزداد» الأموال إلى «محمد عصامي» لشراء الأسلحة كلف هذا الأخير المناضلين «أحمد ميلودي» و «محمد بلحاج» بالمهمة وتوجه هذا الأخير إلى ليبيا وجلب الأسلحة على قافلة من الجمال وخزنت في مزرعة «عدوكة بلقاسم». بعد ذلك تلقى «عبد القادر العمودي» بصفته مسؤولا على الأمر من المنظمة السرية بإيصال الأسلحة إلى زريبة حامد الواقعة بالقرب من سفوح جبال الأوراس. وقد تم الترتيب لقافلة السلاح المتمثلة في حمولة سبعة جمال التي وصلت سالمة إلى زريبة حامد. وبصفته مسؤولا عن المنطقة أعطى «عبد القادر العمودي» أمرا لسي «مصطفى بن بولعيد» بتدبر أمر نقل تلك الأسلحة إلى الأوراس وهذا ما تم بالفعل.
وبعد مدة من تأسيس المنظمة السرية عين «عبد القادر العمودي» على رأس المنظمة بالوادي وقام بدوره باختيار المناضلين وتشكيل الخلايا ومن ثم عقد الاجتماعات بانتظام، والتي تضم أساسا العمودي عن الوادي، «محمد العربي بن مهيدي» عن بسكرة و «مصطفى بن بولعيد» عن الأوراس.
وبعد أن كان «محمد العربي بن مهيدي» مسؤولا عن الأوراس والنمامشة والصحراء أصبح مسؤولا عن الناحية الغربية من عمالة قسنطينة كسطيف وبجاية وما جاورها وحل محله «عبد القادر العمودي» فاصبح مسؤولا عن بسكرة، الأوراس والوادي وكان أول لقاء له مع البطل الشهيد «مصطفى بن بولعيد» في عام 1948. وفي مزرعة هذا الأخير أقيم تربص لبعض مناضلي المنظمة السرية من بينهم العمودي وذلك قصد التدرب على صناعة القنابل واستعمال السلاح.
ونظرا لكون عناصر المنظمة السرية هم مناضلون في الحزب فقد كانوا منضبطين وينتظرون تلقي الأوامر للشروع في العمل المسلح لأنهم تلقوا التدريبات اللازمة ولديهم السلاح والإرادة لذلك. غير أن هذه الأوامر لم تأت أبدا إلى أن تم اكتشاف المنظمة السرية في مارس 1950 وألقي القبض على الكثير من مناضليها ومسؤوليها. وبعد فترة كافية لاستعادة الأنفاس عاود مناضلو المنظمة السرية الإتصال ببعضهم خاصة بعد أن انشق الحزب إلى مصاليين ومركزيين. وبما أن «عبد القادر العمودي» لم يكن مطلوبا من قبل السلطات الإستعمارية فقد أمكنه التنقل والتحرك بحرية كلما استدعت الضرورة ذلك، مثلما هو الحال عندما أشرف العمودي على ترتيب زيارتين قام بهما «العربي بن مهيدي» إلى أهله في الفترة الممتدة من 1950 إلى 1954 . وخلال هذه الفترة تعددت نشاطات العمودي وتنقله بين الجزائر، بسكرة، سطيف وغيرها من مناطق الوطن لربط الإتصال. وعن التحضير للثورة يقول هذا الأخير: «… عند التحضير للثورة تقرر أن يكون أكبر عدد ممكن من مناضلي المنظمة السرية القادرين على اتخاذ القرار حاضرين وأن يكونوا ممثلين لمناطق التراب الوطني قدر الإمكان لإعطاء البعد الوطني والصدى الواسع للثورة، وهذا هو الهدف الذي كنا نسعى إليه وحققناه.» 

## اجتماع الـ 22
وبعد لقاءات واجتماعات ثنائية وغيرها تم الإتفاق على عقد اجتماع مجموعة الـ 22 في جوان 1954، والعدد لم يكن محددا مسبقا وإنما فرضته الظروف آنذاك حيث أن العديد من الشخصيات الوطنية رفضت تلبية الدعوة وعلى رأس هؤلاء «مصالي الحاج» الذي تم الإتصال به عدة مرات ليتبنى مشروع الثورة ولكنه رفض ذلك بحجة أن الوقت لم يحن بعد. وفي دار دريش اجتمعت المجموعة التي كانت تنتمي إلى المنظمة السرية ما عدا «عثمان بلوزداد» فهو من الجناح السياسي، واتخذت القرار الذي طال انتظاره وهو الإعداد الفعلي لتفجير الثورة في أجل لا يتعدى الـ 6 أشهر حتى لا تلقى نفس مصير المنظمة السرية وأثناء الاجتماع علم الجميع بأن «كريم بلقاسم» و «أوعمران» يؤيدان العملية. كما تم في نفس اليوم تكليف «محمد بوضياف» باختيار مجموعة من 4 أو 5 مناضلين من ضمن الـ22 لتحديد يوم تفجير الثورة. وقد تم اختيار «محمد بوضياف» لأنه معروف لدى كل المناضلين الموجودين بالاجتماع بعد ذلك اجتمعت لجنة الستة في «لابوانت» في بيت المناضل «مراد بوقشورة» لدراسة بعض القضايا وتوزيع المهام، وكان من الطبيعي أن يكلف «كريم بلقاسم» بمنطقة القبائل و «مصطفى بن بولعيد» بمنطقة الأوراس. في هذه الفترة تم عقد اجتماع في بسكرة حضره «محمد بوضياف»، «عبد القادر العمودي» و «محمد بلحاج» حيث كلف هذا الأخير بتشكيل خلية بالوادي لتفجير الثورة واستقبال السلاح وتوجيهه للداخل عبر شبكة تم تحضيرها.

## إنفجار الثورة
وفي 24 أكتوبر 1954 عقدت لجنة الستة آخر اجتماع لها في منزل «مراد بوقشورة» في «بوانت بيسكاد» ومن جملة ما تم الإتفاق عليه هو تاريخ تفجير الثورة وتبليغ ذلك للمناضلين.
وفي نهاية شهر أكتوبر 1954 أعلم العمودي بموعد تفجير الثورة من شخص أرسل إليه لا يعرف من اسمه إلا المساعد L’adjudant وعن شعوره في هذه الليلة يقول العمودي: «… كانت لحظات ارتياح مشوبة بالقلق وهذا المزيج لا يمكن فصل خيوطه في النفس البشرية. فهناك قلق الشخص الذي يلقي بنفسه في البحر حيث لا يعرف ما ستكون عليه هذه العملية… وهناك إخوان أعزاء سيواجهون غدا قدرهم، وقد يكون مصيرهم الموت أو السجن أما الارتياح فمرده إلى كوننا وصلنا إلى النهاية أي انطلاق الثورة المسلحة ولو أن العملية تشكل مجهولا ولكن نحن قمنا بواجبنا ولهذا كنا نشعر أننا ولدنا من جديد أو المرور من حياة إلى أخرى وغدا لن يشبه اليوم أبدا.»
وبعد انطلاق الثورة اهتزت البلاد لذلك وأعقبتها عملية اعتقالات في وسط الأشخاص المعروفين بنضالهم السياسي ومن ضمن هؤلاء كان «عبد القادر العمودي» ولكنها كانت اعتقالات احتياطية فقط لأنه تم إطلاق سراح هؤلاء بعد يومين.وبعد اعتقال واستنطاق «الطيب خراز» الذي أشرف مع مجموعة الأوراس على تفجير الثورة ببسكرة وسجنه ألقي مرة أخرى القبض على العمودي واستنطق لعدة أيام بمركز الشرطة ببسكرة تحت التعذيب ثم حول إلى باتنة وهناك استنطق وعذب مرة ثانية وبعدها أطلق سراحه. اثر ذلك عاد العمودي إلى بسكرة وعاود الإتصال بـ «حميدة بن ديحة» أحد مسؤولي المنظمة السرية و «عبد الحميد رمضانة» وغيرهم من المناضلين وكونوا خلية للنشاط وتحريك الشعب ودفعه للثورة حتى لا تنطفئ شعلتها. وبعد تفجير الثورة بثلاثة أو أربعة أشهر التقى العمودي «أحمد بن عبد الرزاق» (سي الحواس) ببسكرة وعلم منه أن «مصطفى بن بولعيد» كلفه بالتوجه إلى العاصمة لمحاولة ربط الاتصال والتنسيق وإيجاد طريقة لتزويد الأوراس بالإعانات.
وفي العاصمة (القصبة السفلى) ألقي القبض على العمودي وبعد الاستنطاق والتعذيب أودع سجن سركاجي. وفي سنة 1956 تمت محاكمته وأطلق سراحه، وبعد خروجه من السجن اتصل بجماعة الولاية السادسة حيث حضر أحد الضباط التابعين لسي الحواس هو «نورالدين مناني» الذي اتصل بالعمودي وهذا الأخير ربط له الإتصال بـ «محمد العربي بن مهيدي» من أجل توضيح مهام الولاية السادسة الجديدة.
بعد إضراب الثمانية أيام ومعركة الجزائر أصبحت كل ولاية تاريخية تنشط بمفردها.
مواصلته للكفاح حتى تحرير الجزائر ونيل الاستقلال
وقد واصل العمودي نضاله السياسي في الجزائر العاصمة وعمل في مجال التموين وكان على اتصال بالولايتين السادسة والثالثة. وواصل نشاطه على هذا المنوال إلى غاية وقف إطلاق النار في 19 مارس 1962 حيث شاهد الأعلام الوطنية ترفرف على شرفات وأزقة العاصمة وعاش أفراح الشعب الجزائري باسترجاع سيادته الوطنية يوم 05 جويلية 1962 .

## الوفاة
توفي عبد القادر لعمودي يوم الاثنين 4 مايو 2020، الموافق 11 رمضان 1441 هـ عن عمر يناهز 95 سنة، ودُفن في اليوم الموالي الثلاثاء بعد صلاة الظهر بمقبرة العالية بالجزائر العاصمة.